# ادوارد آلفرد کاکین
ادوارد آلفرد کاکِین (انگلیسی: Edward Alfred Cockayne؛ ‏ ۳ اکتبر ۱۸۸۰ – ۲۸ نوامبر ۱۹۵۶) پزشک متخصص اطفال اهل بریتانیا بود که بیشتر دوران حرفه‌ای‌اش را در بیمارستان گریت اورمند استریت بود. او به بیماری‌های غدد درون‌ریز و متابولیسم و همچنین بیماری‌های نادر ژنتیکی علاقمند بود و در سال ۱۹۴۶ نوعی بیماری مادرزادی را توصیف کرد که بعدها سندرم کاکین نام گرفت و مشخصه‌اش کوتاه‌قامتی، رتینوپاتی رنگدانه‌ای، اختلال در تکامل دستگاه عصبی و ناهنجاری در چهره است و سه زیرگروه متفاوت دارد.
وی به حشره‌شناسی هم علاقه داشت و پس از بازنشستگی بیشترِ وقتش را صرف جمع‌آوری و مطالعه پروانه‌ها نمود و به سبب کارهاش در این زمینه در سال ۱۹۵۴ نشان افتخاری افسر والامقام امپراتوری بریتانیا را دریافت کرد.